# Integer BASIC
Integer BASIC，一種BASIC程式語言的直譯器，由斯蒂夫·沃兹尼亚克開發，運行在Apple I與Apple II系列機器上。最早是以卡匣形式運作，在1977年Apple II推出後，內建在ROM裏。這是最早在家用電腦上運作的BASIC程式工具之一。

## 歷史
斯蒂夫·沃兹尼亚克在1960年代開始學習BASIC程式語言，並用來創作電腦遊戲。